# U progu sławy
U progu sławy (ang. Almost Famous) – amerykański film fabularny (komediodramat obyczajowy) z 2000 roku. Akcja dzieje się we wczesnych latach 70. XX wieku i opowiada o młodym dziennikarzu muzycznym, Williamie Millerze,  który wyrusza w trasę z zespołem Stillwater, by napisać o nich artykuł do magazynu Rolling Stone. Jest to film częściowo autobiograficzny, nawiązujący do doświadczeń Camerona Crowe’a jako młodego dziennikarza dla Rolling Stone, współpracującego z zespołami takimi jak m.in. Led Zeppelin, Eagles, Poco, The Allman Brothers Band czy Lynyrd Skynyrd.
Film otrzymał cztery nominacje do Oscara, a w 2001 roku przyznano mu nagrodę Grammy za ścieżkę dźwiękową. Roger Ebert określił film mianem najlepszego filmu roku i dziewiątego z kolei najlepszego filmu dekady.

## Fabuła
Akcja toczy się w roku 1973. Piętnastoletni William Miller z San Diego jest aspirującym dziennikarzem muzycznym. Jego matka Elaine nie popiera zamiłowania syna do rockowej muzyki. William nie rezygnuje jednak ze swojej pasji, pisząc artykuły dla mało popularnych gazet w San Diego. Po pewnym czasie zauważa go krytyk rocka Lester Bangs, który jest pod wrażeniem tekstów Williama. Zleca mu napisanie artykułu na temat koncertu Black Sabbath. Początkowo William ma problem, by dostać się na backstage, ale udaje mu się to w końcu z pomocą spóźnionego na imprezę zespołu Stillwater. Poznaje tam Penny Lane groupie, która zna się z gitarzystą, Russellem Hammondem.
Niedługo po tym Penny proponuje Williamowi, by pojechali do Riot House żeby zobaczyć się ze Stillwater. Jest to dla niej pretekst do ponownego spotkania z Russellem. Jakiś czas później do Williama dzwoni Ben Fong-Torres, redaktor naczelny Rolling Stone. Wierząc, iż William jest starszy i bardziej doświadczony niż w rzeczywistości, oferuje mu współpracę. Chłopak proponuje napisanie artykułu o zyskującym sławę zespole Stillwater. Naczelny zgadza się i instruuje go, by dogonił grupę w trasie.
William wyrusza z zespołem w trasę. Planowane kilka dni Williama poza domem przeciąga się w kilka tygodni, ku przerażeniu jego matki. Chłopak zaprzyjaźnia się z zespołem.
Okazuje się, że Penny musi odłączyć się od grupy przed Nowym Jorkiem, gdzie dołączy Leslie, była żona Russella. Ze Stillwater spotyka się Dennis, wysłany z Rolling Stone na ich nowego menadżera. Nie zostaje przyjęty z entuzjazmem. Dennis każe zrezygnować zespołowi z podróżowania Doris, czyli autobusem, którym przemieszczał się podczas tournée. Zamiast tego będą podróżować prywatnym samolotem.
Podczas następnego przelotu samolotem warunki pogodowe powodują niebezpieczne turbulencje i w związku z tym potrzebę natychmiastowego lądowania. Przerażeni pasażerowie są pewni, że zginą, co skłania ich do wyznań. Wychodzi na jaw, że Leslie zdradziła Russella z Jeffem. Perkusista zespołu ujawnia, że jest gejem. William broni Penny, gdy zostaje ona skrytykowana przez Jeffa. Uświadamia muzykom, że nastolatka zawsze była ich najwierniejszą fanką. Po wszystkim samolot bezpiecznie ląduje na ziemię.
W San Diego William udaje się do siedziby magazynu Rolling Stone ze swoim artykułem. Jest on zupełnie szczery - wbrew temu, co młody dziennikarz wcześniej obiecał Russellowi, nie przedstawia Stillwater przez różowe okulary. Rolling Stone żąda od zespołu zatwierdzenia prawdziwości artykułu, by móc go opublikować. Russell boi się, że szczerość Williama zniszczy wizerunek jego zespołu i oznajmia, że jego tekst to stek bzdur. Gdy William zrezygnowany siedzi samotnie na lotnisku niespodziewanie spotyka siostrę, która pracuje jako stewardesa. Anita cieszy się na widok brata i proponuje, żeby wybrali się razem w jakąś podróż. Zmęczony przeżyciami William obiera jako cel rodzinny dom.
Na backstage’u w Miami Orange Bowl jedna z groupies, mówi Russellowi, mówi, że wszyscy wiedzą, co zrobili Williamowi. Gdy Russell dzwoni do Penny, by dała mu swój adres, Penny daje Russellowi adres Williama, by rozwiązać konflikt. Gdy gitarzysta przychodzi do domu Williama orientuje się, kogo odwiedził. William i Russell godzą się a Russell zdradza, że zadzwonił wcześniej do Rolling Stone’a i wyznał, że wszystko co chłopak napisał w swoim artykule, było prawdą i udziela Williamowi pełnego wywiadu. Artykuł Williama zostaje opublikowany w magazynie Rolling Stone ze Stillwater na okładce. Zespół stoi u progu sławy.

## Obsada
- Patrick Fugit – William Miller
- Michael Angarano – William Miller jako dziecko
- Billy Crudup – Russell Hammond
- Frances McDormand – Elaine Miller
- Kate Hudson – Penny Lane
- Jason Lee – Jeff Bebe
- Zooey Deschanel – Anita Miller
- Anna Paquin – Polexia Aphrodisia
- Fairuza Balk – Sapphire
- Bijou Phillips – Estrella Starr
- Noah Taylor – Dick Roswell
- Philip Seymour Hoffman – Lester Bangs
- Terry Chen – Ben Fong-Torres
- Jay Baruchel – Vic Munoz
- Jimmy Fallon – Dennis Hope
- Rainn Wilson – David Felton
- Mark Kozelek – Larry Fellows
- Liz Stauber – Leslie Hammond
- John Fedevich – Ed Vallencourt
- Eric Stonestreet – Sheldon the Desk Clerk
- J.J. Cohen – Scully